# Kriminalbiologische Gesellschaft
Die Kriminalbiologische Gesellschaft war eine kriminologische Organisation im Bereich der Kriminalbiologie. Sie bestand von 1927 bis 1967.

## Gründung und Geschichte
Der Grazer Kriminalbiologe Adolf Lenz gründete 1927 in Wien die Kriminalbiologische Gesellschaft und wurde deren erster Vorsitzender. Der Mitgründer Theodor Viernstein und Ferdinand von Neureiter wurden seine Stellvertreter, Rainer Fetscher Schatzmeister und Ernst Seelig Schriftführer. Noch 1927 erreichte die Gesellschaft 98 Mitglieder. Weitere Vorstandsmitglieder waren neben Lenz, Viernstein, von Neureiter und Fetscher Edmund Mezger, Franz Exner und Ernst Rüdin, außerdem gehörten der Gesellschaft auch Franz Kapp, Paul Riffel, Louis Verwaeck, Max Hagemann, Ernst Kretschmer, Wilhelm Sauer, Johannes Lange und Hans Luxenburger an. 1933 erreichte die Gesellschaft den Mitgliederstand von 165, der sich dann bis 1937 auf 68 Mitglieder reduzierte, weil jüdische und politisch als unzuverlässig eingestufte Mitglieder ausgeschlossen wurden oder von sich aus die Gesellschaft verließen, darunter Rainer Fetscher und der Justizbeamte Albert Krebs.
1937 übernahm Viernstein die Vorstandschaft. Mezger wurde stellvertretender Vorsitzender, Exner, damals Professor für Kriminalbiologie an der Universität Berlin, wurde zum dritten Vorsitzenden gewählt. Gleichzeitig leitete Viernstein den Kriminalbiologischen Dienst der Reichsjustizverwaltung. Ebenfalls 1937 wurde eine Kriminalbiologische Forschungsstelle im Reichsgesundheitsamt  gegründet, die zunächst von Ferdinand Neureiter und ab 1940 von Paul Ritter geleitet wurde.
Von 1927 bis 1937 fanden fünf große kriminalbiologische Tagungen statt (Pfingsten 1927: Gründungstagung in Wien; Oktober 1928: Dresden; 1930: München; 1933: Hamburg; 1937: München). Eine sechste für Graz geplante Tagung 1939 fiel kriegsbedingt aus.
Nach dem Krieg wurde die Gesellschaft 1951 wiedergegründet. Vorsitzender von 1951 bis 1961 war Edmund Mezger. Ab 1951 wurden auch die regelmäßigen Tagungen wieder aufgenommen.

## Zielsetzung
Die Gesellschaft förderte die interdisziplinäre Zusammenarbeit der akademischen Kriminalwissenschaft, der kriminalbiologischen Untersuchungspraxis und administrativen Behörden, um die Kriminalbiologie in der Strafrechtspraxis zu verankern. Außerdem sollte die Zusammenarbeit der verschiedenen Forschungszentren in Lettland, Bayern, Sachsen und Österreich gestärkt werden.

## Zeitschrift und Mitteilungen
Die Kriminalbiologische Gesellschaft übernahm die seit 1904/05 erscheinende Monatsschrift für Kriminalpsychologie und Strafrechtsreform, die bis 1935 im Heidelberger Verlag Winter, ab 1936 im Verlag Lehmann (München, Berlin) herausgegeben wurde. Vom 28. Jahrgang im Jahr 1937 an wechselte der Titel zu Monatsschrift für Kriminalbiologie und Strafrechtsreform. Die Zeitschrift wurde im Untertitel als Organ der Kriminalbiologischen Gesellschaft geführt. Als Nachfolgezeitschrift gilt die Monatsschrift für Kriminologie und Strafrechtsreform.
Darüber hinaus erschienen ab 1927/28 unregelmäßig als Tagungsdokumentationen die Mitteilungen der Kriminalbiologischen Gesellschaft (Bd. 1: 1927/28; Bd. 2: 1929; Bd. 3: 1931; Bd. 4: 1933; Bd. 5: 1938 (alle im Verlag U. Mosers Buchhandlung, Graz); Bd. 6: 1951 (im Verlag W. Steinebach, München-Düsseldorf)). Die Bände VII bis XVII erschienen von 1953 bis 1970 als Heft 1 bis 10 des Titels Kriminalbiologische Gegenwartsfragen (F. Enke Verlag, Stuttgart).

## Umbenennung und Nachfolgeorganisation
Unmittelbare Nachfolgeorganisation ist die Gesellschaft für die gesamte Kriminologie. Die Namensänderung wurde anlässlich der 40. Wiederkehr des Gründungstages 1967 beschlossen und vollzogen.